# Bay Area thrash metal
Con il nome di  Bay Area thrash metal ci si riferisce alla scena musicale formata dai numerosi gruppi thrash metal nati nella Bay Area di San Francisco (California) negli anni ottanta.
La scena musicale subì un graduale declino verso la fine degli anni ottanta e molti gruppi cambiarono genere musicale o si sciolsero.

## Gruppi principali
| Band                | Città della San Francisco Bay Area: | Data di formazione                        | Note   |
| ------------------- | ----------------------------------- | ----------------------------------------- | ------ |
| Attitude Adjustment | Walnut Creek, California            | 1983                                      | [ 1 ]  |
| Autopsy             | Concord, California                 | 1987                                      |        |
| Blind Illusion      | El Sobrante, California             | 1979/1980                                 | [ 2 ]  |
| Death Angel         | Concord, California                 | 1982                                      | [ 3 ]  |
| Defiance            | Oakland, California                 | 1985                                      | [ 4 ]  |
| Epidemic            | Palo Alto, California               | 1987                                      |        |
| Exodus              | Berkeley, California                | 1979/1980                                 | [ 5 ]  |
| Forbidden           | Fremont, California                 | 1985                                      | [ 6 ]  |
| Heathen             | Oakland, California                 | 1984                                      |        |
| Lääz Rockit         | Berkeley, California                | 1982                                      | [ 7 ]  |
| Megadeth            | Los Angeles, California             | 1983                                      |        |
| Metallica           | El Cerrito, California              | 1981; 1983 when reformed in the Bay Area. | [ 8 ]  |
| Possessed           | El Sobrante, California             | 1983                                      | [ 2 ]  |
| Sadus               | Antioch, California                 | 1984                                      | [ 9 ]  |
| Slayer              | Los Angeles, California             | 1981                                      |        |
| Testament           | Berkeley, California                | 1983                                      | [ 10 ] |
| Vio-lence           | Oakland, California                 | 1985                                      |        |